# NGC 860
NGC 860 (другие обозначения — ZWG 504.37, NPM1G +30.0071, PGC 8606, CGCG 504-37, GC 5227, IRAS F02121+3033, LEDA 8606, Gaia EDR3 324365623935998464) — эллиптическая галактика (E) в созвездии Треугольник на северном небе. Открыта Эдуардом Стефаном 18 сентября 1871 года.
Этот объект входит в число перечисленных в оригинальной редакции «Нового общего каталога».

## Описание

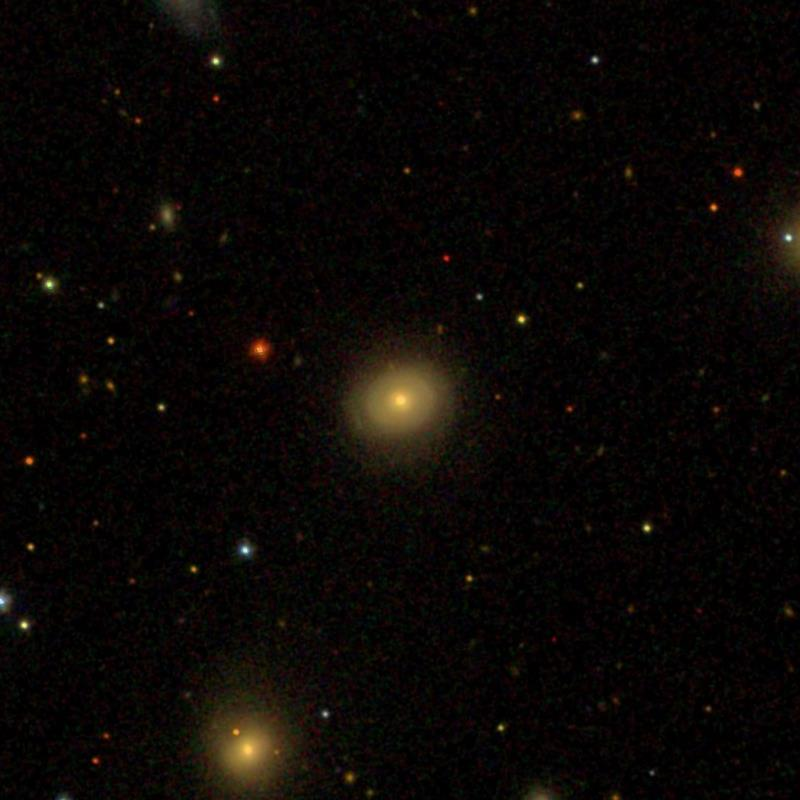
NGC 860 (SDSS)

Этот астрономический объект представляет собой эллиптическую галактику, который был описан Джоном Дрейером как «звезда 13-й величины, окружённая тусклой туманностью».
По оценкам NGC 860 находится на расстоянии в 400 ± 28 млн с. л. (122,6 ± 8,6 Мпк) от Млечного Пути и имеет около 60 000 с. л. в поперечнике.
Объект расположен в созвездии Треугольник на северном небе по направлению к созвездию Телескоп.
Радиальная скорость галактики NGC 860 составляет 8832 ± 34 км/с3.
Согласно морфологической классификации галактик Хаббла и де Вокулёра, NGC 860 относится к типу E. Видимая звёздная величина невооружённым глазом составляет 14,2 мА, в диапазоне от минимальной до максимальной частоты — 15,2 мА, а поверхностная яркость — 12,2 mag/arcmin2. NGC 860 имеет видимые размеры 0,5" х 0,3".
Объект датируется эпохой 2000.0. Его прямое восхождение, то есть угол, измеренный между эклиптикой и небесным экватором с вершиной в точке равноденствия, составляет 02ч 15м 00,1с, а его склонение, то есть высота дуги под этим углом, составляет +30° 46′ 46″. Положение объекта составляет 138°.
Предположительно NGC 860 образует гравитационно связанную пару галактик вместе с PGC 8613.

## Наблюдение
При прямом наблюдении небольшой гало исчезает, и становится видно крошечное ядро со звёздным скоплением. В 1994 году был описан[кем?] как «очень тусклый, очень маленький, круглый».
Для NGC 860 в диапазоне электромагнитного спектра «B» (длина волны 445 нм, соответствует синему цвету) фотометрическая величина составляет 15,1 и поскольку она расположена к северу от небесного экватора, то её легче увидеть из северного полушария в телескоп с апертурой 500 мм (20 дюймов) и более.

## Обнаружение и исследования
Этот астрономический объект, входящий в число перечисленных в оригинальной редакции «Нового общего каталога», был обнаружен 18 сентября 1871 года французским астрономом Эдуардом Стефаном в Марсельской обсерватории с помощью телескопа зеркального типа диаметром 80 см (31,5 дюйма). Объект был записан в каталог Стефаном под номером GC 5227.
Объект NGC 860 был изучен рядом исследователей и поэтому включён в другие известные каталоги в соответствии с различными критериями классификации. Таким образом, объект отмечен в Каталоге наиболее важных галактик (PGC) под номером 8606. В Атласе звёздного неба эпохи 2000.0, Уранометрия 2000.0, объект принадлежит группе, обозначенной под номером 92; в то время как в Каталоге опорных звёзд (GSC) он сгруппирован под номером 2310, в Каталоге Цвикки (CGCG) — 504-37, а также в каталоге ZWG — 504.37.
В электронной базе данных VizieR астрономических объектов галактика NGC 860 записана под номерами IRAS F02121+3033, 2MASX J02150016+3046434, NPM1G +30.0071.
Объект также был замечен в ходе фотографического исследования, проведённого Паломарской обсерваторией в 1958 году, где он упоминается в группе под номером 1248.

## Ближайшие объекты NGC/IC
Этот список содержит десять ближайших объектов NGC/IC на основании евклидова расстояния.
| Имя       | Расстояние от NGC 860 (угловые минуты) | Прямое восхождение (J2000) | Склонение (J2000) | Тип                            |
| --------- | -------------------------------------- | -------------------------- | ----------------- | ------------------------------ |
| NGC 826-1 | 1,40                                   | 2ч 9м 25,1с                | +30° 44′ 22″      | Спиральная галактика (S)       |
| NGC 826-2 | 1,40                                   | 2ч 9м 24,8с                | +30° 44′ 37″      | Спиральная галактика (S)       |
| NGC 843   | 1,63                                   | 2ч 11м 8,2с                | +32° 5′ 54″       | Тройная звезда (*3)            |
| IC 1789   | 1,77                                   | 2ч 17м 51,3с               | +32° 23′ 44″      | Спиральная галактика (Sa)      |
| IC 1784   | 1,89                                   | 2ч 16м 12,8с               | +32° 38′ 57″      | Спиральная галактика (Sb/P)    |
| IC 1785   | 1,92                                   | 2ч 16м 21,0с               | +32° 40′ 1″       | Эллиптическая галактика (E-S0) |
| NGC 865   | 2,20                                   | 2ч 16м 15,1с               | +28° 36′ 3″       | Спиральная галактика (S?)      |
| NGC 819   | 2,23                                   | 2ч 8м 34,5с                | +29° 14′ 5″       | Спиральная галактика (S?)      |
| NGC 816   | 2,29                                   | 2ч 8м 8,8с                 | +29° 15′ 23″      | Компактная галактика (C)       |
| IC 1793   | 2,40                                   | 2ч 21м 32,2с               | +32° 32′ 29″      | Спиральная галактика (Sab)     |